# Open de Thaïlande (taekwondo)
 (février 2024).
Si vous disposez d'ouvrages ou d'articles de référence ou si vous connaissez des sites web de qualité traitant du thème abordé ici, merci de compléter l'article en donnant les références utiles à sa vérifiabilité et en les liant à la section « Notes et références ».
L’Open de Thaïlande est une compétition annuelle de taekwondo organisée par l'Association thaïlandaise de taekwondo depuis [Quand ?].
Ce tournoi est un événement majeur dans le calendrier mondial du fait de son label « WTF-G1 ».

## Palmarès hommes
| WTF-G1 | WTF-G1                 | WTF-G1             | WTF-G1            | WTF-G1        | WTF-G1            | WTF-G1     | WTF-G1       | WTF-G1       |
| Année  | -54 kg                 | -58 kg             | -63 kg            | -68 kg        | -74 kg            | -80 kg     | -87 kg       | +87 kg       |
| ------ | ---------------------- | ------------------ | ----------------- | ------------- | ----------------- | ---------- | ------------ | ------------ |
| 2014   | Ramnarong Sawekwiharee | Nutthawee Klombong | Nursultan Mamayev | Jaysen Ishida | Peerathep Sila-on | Jared Reed | Yun Hee-Sung | Cha Dong-min |

## Palmarès femmes
| WTF-G1 | WTF-G1        | WTF-G1                | WTF-G1          | WTF-G1     | WTF-G1      | WTF-G1        | WTF-G1         | WTF-G1           |
| Année  | -46 kg        | -49 kg                | -53 kg          | -57 kg     | -62 kg      | -67 kg        | -73 kg         | +73 kg           |
| ------ | ------------- | --------------------- | --------------- | ---------- | ----------- | ------------- | -------------- | ---------------- |
| 2014   | Aghinny Haque | Wilasinee Khamsribusa | Thanapa Sae-Lao | Jo-Wei Lin | Pei-Ying Wu | Yann-Yeu Chen | Sanaz Shahbazi | Kanjana Sukeewas |